# 夜間拜
夜間拜（英語：tahajjud，阿拉伯语：‎）又稱泰罕朱德、禮夜間拜、深夜禮拜，是伊斯蘭教之中自願性的祈禱，屬於懿行拜的一種。這種禮拜是在早上凌晨時段，太陽還未升起之時進行。這並非要求所有穆斯林的每日必須進行的五功之內，然而伊斯蘭先知穆罕默德曾被記載他時常進行夜間拜，同時也鼓勵同伴進行這項動作，將這段時間奉獻真主是有許多好處的，這是種潔敬心靈的方法，讓人能夠更接近真主的國度。